# Illereichen
Illereichen ist ein Gemeindeteil von Altenstadt im Landkreis Neu-Ulm in Bayern. Die Marktgemeinde Altenstadt hieß bis 1903 Illereichen, von 1903 bis 1972 Illereichen-Altenstadt und erst seit 1972 Altenstadt.

## Lage
Der Ort liegt direkt östlich von Altenstadt und ist baulich mit diesem fast verbunden. Im Osten führt die Autobahn A 7 vorbei.

## Geschichte
Die früheste Erwähnung der Edlen von Aichheim erfolgte in der Urkunde vom 25. März 1128, ausgestellt im Grafenthing zu Illertissen unter Vorsitz des Grafen Eberhard von Kirchberg. Unter den sieben freien Zeugen war Adalbert von Aichheim. Die Edelfreien von Aichheim errangen im 12. Jahrhundert eine bedeutende Stellung im schwäbischen Adel, waren jedoch nicht Ministerialen der Tübinger Pfalzgrafen.
Der Sitz der Herrschaft Aichheim (auch Aichen) war 1330 nach dem Tod des letzten Aichheimers, Berthold, durch Erbschaft an die Herren von Rechberg übergegangen und bald danach auf das Areal des heutigen Schloßberges in Illereichen verlegt worden. Im Anschluss an die sehr umfangreiche, vor allem im 15. Jahrhundert ausgebaute Burganlage entstand der neue Ort Illereichen auf der Höhe über dem alten Dorf, später „Altenstadt“ genannt. Im 15. Jahrhundert wurde nach dem Neubau der Illereicher Kirche Mariä Himmelfahrt auch der Pfarrsitz der Herrschaft hierher verlegt. Die Ortschaft Illereichen entwickelte sich zum befestigten Markt – ausgehend von einem Platz vor der Burg mit Pfarrhof und Amtshaus und der Höhenlinie des Bergsporns nach Nordosten folgend – beiderseits einer einzigen Straße, der Marktstraße. Ihr leicht geschwungener Verlauf ist in planmäßiger Reihung mit einfachen, meist zweigeschossigen traufständigen Häusern des 18. und frühen 19. Jahrhundert besetzt, die ein geschlossenes Bild einer Kleinbauern- und Handwerkersiedlung vermitteln.
Die Herrschaft Aichheim mit Altenstadt und Illereichen war bis 1677 im Besitz der Rechberg. Sie kam dann in den Besitz der Grafen von Limburg-Styrum, 1772 erwarb der Reichsgraf und spätere Fürst Karl von Palm die Herrschaft um 450000 Gulden. Dieser verkaufte den Besitz 1788 für 750000 Gulden an Fürst Johann Nepomuk Josef von Schwarzenberg, von dem er 1789 an seinen Sohn Josef überging. In dessen Regierungszeit kam die Herrschaft Illereichen 1806 unter die Landeshoheit Bayerns. Ein Fürstlich Schwarzenberg’sches Herrschaftsgericht bestand von 1814 bis 1834.  1833, kurz vor seinem Tod, verkaufte Fürst Josef von Schwarzenberg Illereichen an den bayerischen Staatsminister Maximilian Graf von Montgelas, der 1834 Gerichtsbarkeit und Grundgefälle dem König von Bayern überließ. 1837/38 wurde das Schloss, das die ehemalige umfangreiche Burganlage umfasste, weitgehend abgebrochen.
Die Marktgemeinde Altenstadt hieß bis von der Gründung 1818 durch das bayerische Gemeindeedikt bis 1903 Illereichen, von 1903 bis 1972 Illereichen-Altenstadt und erst seit 1972 Altenstadt.

## Sehenswürdigkeiten

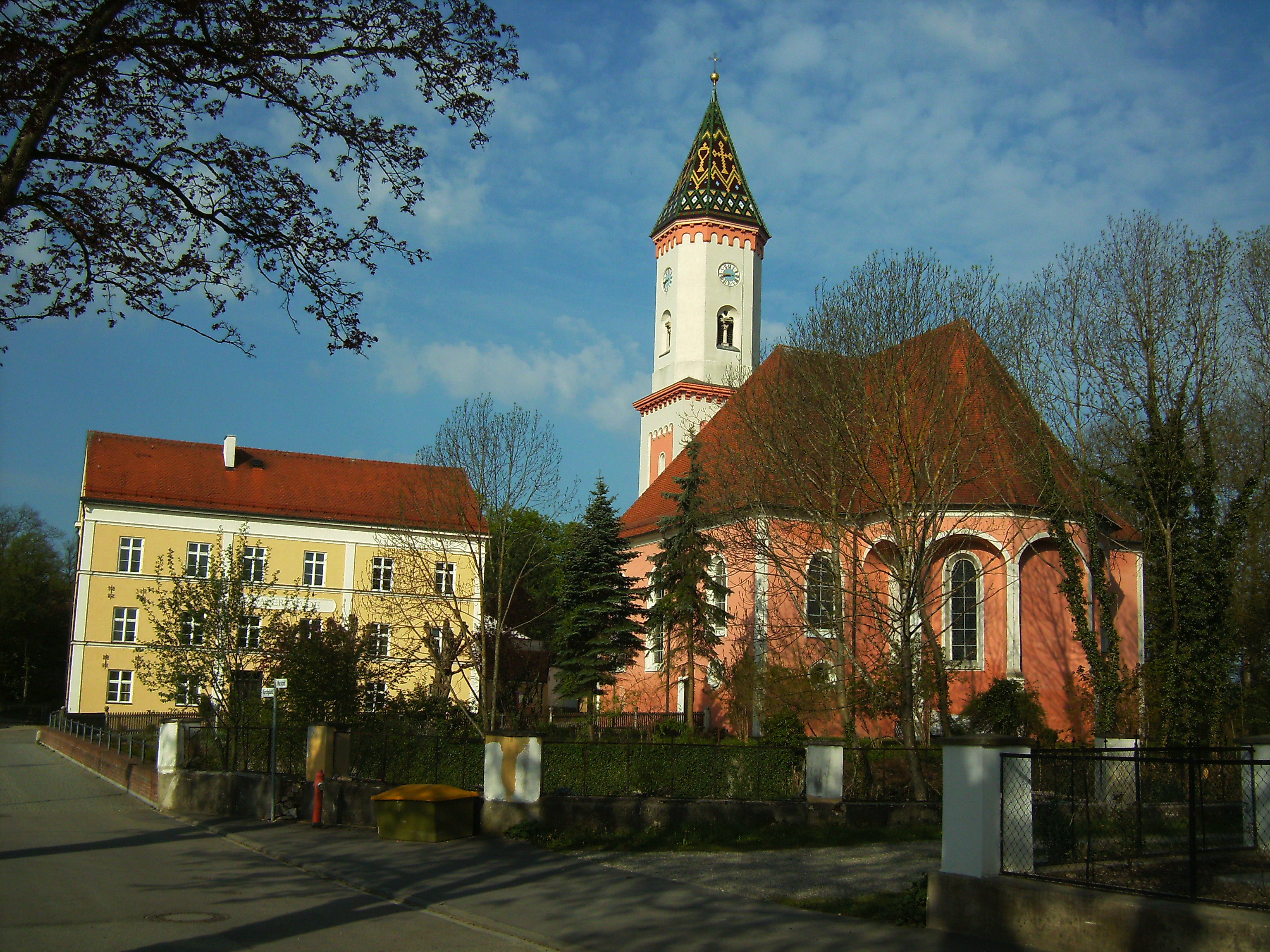
Pfarrkirche Mariä Himmelfahrt

Das Ensemble Illereichen ist als Bauensemble unter der Aktennummer E-7-75-111-2 beim Bayerischen Landesamt für Denkmalpflege erfasst.
- Katholische Pfarrkirche Mariä Himmelfahrt, spätgotische Saalkirche
- Torhaus
- Rathaus
- Pfarrhaus
- Schloss Illereichen